# مساقات
مساقات قراردادی میان صاحب درختان یا باغستان با عامل است که متعهد می‌گردد مراقبت و رسیدگی از جمله آبیاری نسبت به درختان یا باغ داشته باشد و در نهایت محصول به‌دست‌آمده به نسبتی که قبلاً توافق کرده‌بودند، میان هر دو تقسیم شود. شرایط یادشده مانند عقل و بلوغ و تیااختیار مشخص‌بودن سهم هر یک و مشخص‌بودن زمان بنا بر موازین فقهی باید رعایت شود.

## قانون
طبق ماده 543 قانون مدنی: «مساقات معامله ‌ای است که بین صاحب درخت و امثال آن با عامل در مقابل حصه مشاع معین از ثمره واقع می‌شود و ثمره اعم است از‌ میوه و برگ گل و غیر آن».
سقی به معنی آبیاری است، ولی مساقات محدود به آبیاری نیست و شامل تمام کارهای لازم برای نگاهداری درختان می‌شود.